# Bolivaritettix apterus
Bolivaritettix apterus är en insektsart som först beskrevs av Rehn, J.A.G. 1904.  Bolivaritettix apterus ingår i släktet Bolivaritettix och familjen torngräshoppor. Inga underarter finns listade i Catalogue of Life.